# Rindera ochroleuca
Rindera ochroleuca är en strävbladig växtart som beskrevs av Grigorij Silych Karelin och Kir. Rindera ochroleuca ingår i släktet Rindera och familjen strävbladiga växter. Inga underarter finns listade i Catalogue of Life.